# ジャン (サン＝ポル伯)
ジャン・ド・シャティヨン＝サン＝ポル（フランス語：Jean de Châtillon-Saint-Pol, 1292年以降 - 1344年）は、サン＝ポル伯（在位：1317年 - 1344年）。サン＝ポル伯ギー4世とマリー・ド・ブルターニュの息子。ブルターニュ公ジャン3世およびナバラ女王フアナ1世のいとこにあたる。

## 生涯
ジャン・ド・シャティヨンはフランス王フィリップ6世に仕え頭角を現し、イングランド王エドワード3世との戦いに従軍した。ジャンは1344年以前に死去した。1329年12月に、フィエンヌ男爵ジャンとイザベル・ド・ダンピエールの娘であり、フランス軍総司令官ロベール・ド・フィエンヌの姉妹で相続人のジャンヌ・ド・フィエンヌと結婚した。ジャンの死後、サン＝ポル伯位は息子ギー5世が継承したが、その後はリニー伯ギー・ド・リュクサンブールの子孫に引き継がれた。

## 結婚と子女
ジャンは1329年12月にジャンヌ・ド・フィエンヌと結婚した。2人の間には以下の子女が生まれた。
- ギー5世（1342年 - 1360年） - サン＝ポル伯
- マオー - サン＝ポル女伯。1350年12月8日にリニー伯ギー・ド・リュクサンブールと結婚した。この結婚を通して、サン＝ポル伯領とフィエンヌ男爵はルクセンブルク＝リニー家に引き継がれた。
- ジャンヌ（1389年9月7日以前没） - 未婚のまま死去